# Casquillo

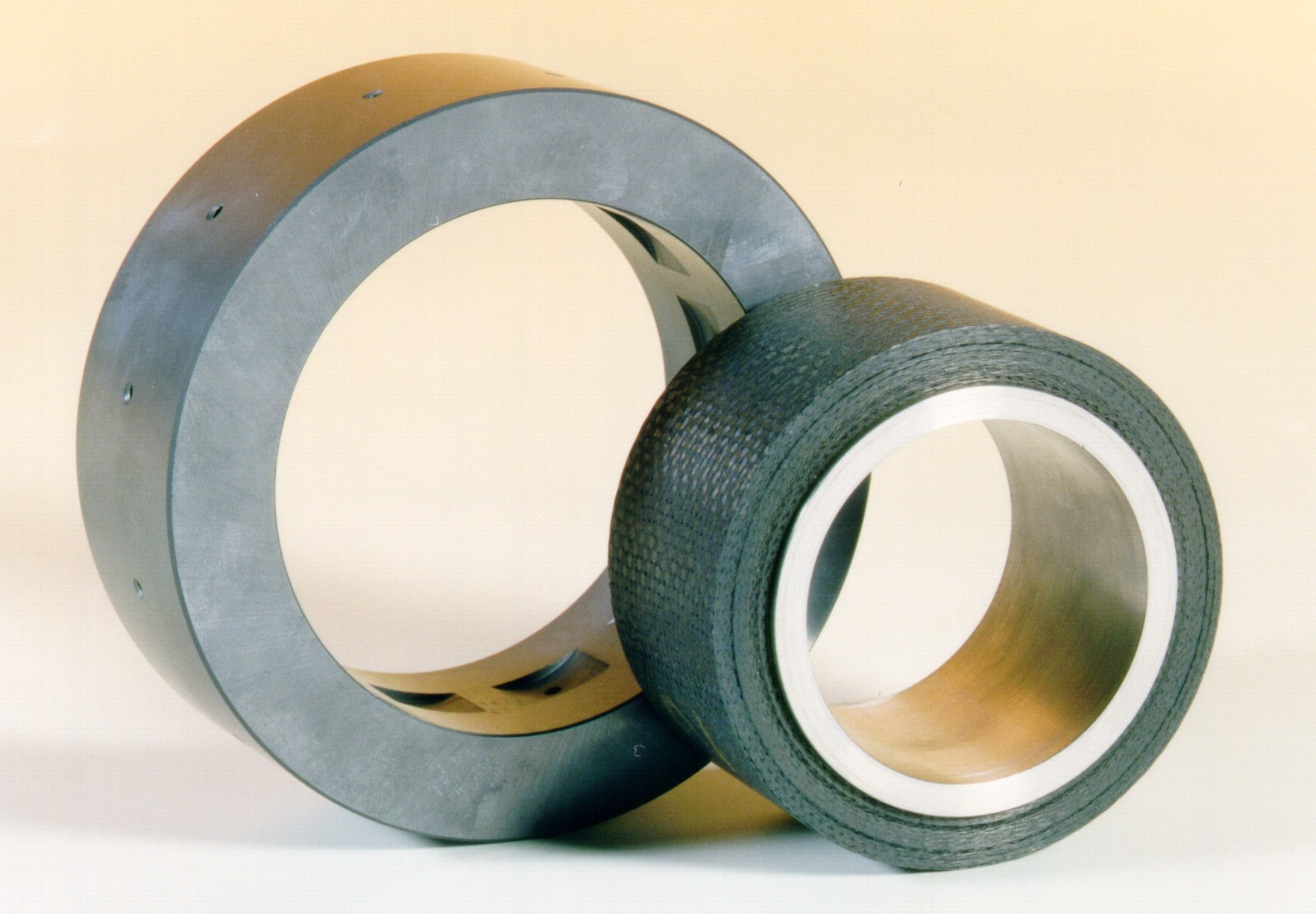
Casquillo normal y casquillo bimetal

Se llama casquillo a una pieza generalmente de acero, bronce o plástico, con forma tubular, que está mecanizada en su interior y exterior y tiene una tolerancia ajustada para insertarla en otra pieza donde tendrá diferentes aplicaciones. Otros procesos de fabricación incluyen la sinterización, extrusión de plásticos o doblado.
Cuando se trata de mecanizar grandes cantidades de un mismo casquillo, se mecanizan en torno automático que puede ser incluso multihusillo, partiendo de barras largas. Este proceso de mecanizado permite trabajar varias herramientas de forma simultánea y por tanto conseguir fabricarlos en menos tiempo y como consecuencia que sean más baratos.
Hay casquillos que tienen unas tolerancias muy ajustadas, tanto en su diámetro exterior como interior; si es así, se procede a endurecerlos con un proceso adecuado de tratamiento térmico y luego ajustar sus dimensiones en un proceso de rectificado, en las rectificadoras adecuadas. En el caso de casquillos fabricados por procesos de sinterización se procede al calibrado mediante presas mecánicas.
Algunos casquillos son autorizados, por lo que no necesitan lubricación adicional para que en el interior de ellos gire un eje libremente.
Una novedosa y económica solución es la inyección de plásticos, pudiendo ser estos autolubricados y de diferentes características según el plástico. De esta forma se evita el engrase, la corrosión y se ahorra dinero.